# Мігель Сепеда
Мігель Сепеда (ісп. Miguel Zepeda, нар. 25 травня 1976, Тепік) — мексиканський футболіст, півзахисник клубу «Веракрус».

## Клубна кар'єра
У дорослому футболі дебютував 1996 року виступами за команду клубу «Атлас», в якій провів п'ять сезонів, взявши участь у 119 матчах чемпіонату.
Своєю грою за цю команду привернув увагу представників тренерського штабу клубу «Крус Асуль», до складу якого приєднався 2001 року. Відіграв за команду з Мехіко наступні два сезони своєї ігрової кар'єри. Більшість часу, проведеного у складі «Крус Асуль», був основним гравцем команди.
Згодом з 2003 по 2011 рік грав у складі команд клубів «Монаркас», «Толука», «Крус Асуль», «Сантос Лагуна», «Америка», «Сан-Луїс», «Веракрус», «Атлас» та «Універсідад де Гвадалахара».
До складу клубу «Веракрус» повернувся 2012 року.

## Виступи за збірну
У 1999 році дебютував в офіційних матчах у складі національної збірної Мексики. Наразі провів у формі головної команди країни 49 матчів, забивши 8 голів.
У складі збірної був учасником двох розіграшів Копа Америка: 1999 року в Прагваї та 2001 року в Колумбії, на яких мексиканці, що брали участь у змаганні як запрошена команда, здобули відповідно бронзові та срібні нагороди.
Також у складі збірної був учасником домашнього та переможного для мексиканців розіграшу Кубка Конфедерацій 1999 року, а також переможцем розіграшу Золотого кубка КОНКАКАФ 2003 року.

## Титули і досягнення
- Переможець Кубка конфедерацій: 1999
- Срібний призер Кубка Америки: 2001
- Бронзовий призер Кубка Америки: 1999
- Переможець Золотого кубка КОНКАКАФ: 2003